# Puerto Suárez
Puerto Suárez é a capital da província de Germán Busch, no departamento de Santa Cruz, Bolívia.

## Generalidades
Com uma população aproximada de 22.000 habitantes, situa-se junto a fronteira com o Brasil, sendo denominado o Pantanal Boliviano, junto com a Lagoa Cáceres. Comunica-se com o rio Paraguai pelo Canal Tamengo e a oeste com Santa Cruz e pelo lado leste, com Brasil.
Fundada por Miguel Suárez Arana em 1875, tem na pecuária e comércio suas principais riquezas. Aposta agora no fortalecimento do turismo, e para isto conta com apoio de Corumbá, e na mineração, com a entrada efetiva em operação de Mutum, região detentora de uma das maiores reservas de minério do mundo. A poucos quilômetros da cidade encontra-se a reserva de ferro do Mutún, uma das maiores do mundo, atualmente não explorada. É um dos principais portos fluviais da Bolívia.
Próximo dela encontram-se Arroyo Concepción, Puerto Quijarro, Puerto Aguirre e a cidade brasileira de Corumbá. Juntas, essas localidades formam uma região metropolitana natural em via de se tornar oficial. Devido a proximidade com a fronteira, seu abastecimento elétrico vem do país vizinho.

## Transportes
Para o transporte aéreo a cidade possui o Aeroporto Internacional de Puerto Suárez, onde operam as empresas TAM – Transporte Aéreo Militar e Línea Aérea Amaszonas. As empresas LAB Airlines e Aerosur também chegaram a operar no aeroporto.
O acesso terrestre se dá pela Ruta Nacional 4, que liga Puerto Suárez tanto com Santa Cruz de La Sierra e a capital nacional La Paz quanto com Corumbá, na fronteira com o Brasil. Ainda há um acesso por ferrovia que liga a cidade com Corumbá.

## Geografia
- Altitude: 103 metros.
- Latitude: 18º 58' 00" S
- Longitude: 57º 47' 53" O